# حيرام إدسون
حيرام إدسون (بالإنجليزية: Hiram Edson)‏ هو محرر أمريكي، ولد في 1806 في غورهام في الولايات المتحدة، وتوفي في 1882.